# Ісейкань
Ісейкань (рум. Isăicani) — село у Ніспоренському районі Молдови. Входить до складу комуни, адміністративним центром якої є село Валя-Трестієнь.

## Населення
За даними перепису населення 2004 року у селі проживали 794 особи.
Національний склад населення села:
| Національність   | Кількість осіб | Відсоток   |
| ---------------- | -------------- | ---------- |
| молдавани румуни | 790 1          | 99,5% 0,1% |
| росіяни          | 2              | 0,3%       |
| українці         | 1              | 0,1%       |
| Всього           | 794            | 100%       |